# ロンドン・モーツァルト・プレイヤーズ
ロンドン・モーツァルト・プレイヤーズ（London Mozart Players）は、イギリス・ロンドンに本拠地がある室内オーケストラである。

## 概要
1949年に指揮者のハリー・ブレックにより設立。以来モーツァルトをレパートリーの中核として演奏活動を行っている。ブレック後の歴代の音楽監督は、ジェーン・グラヴァー、マティアス・バーメルト、アンドリュー・パロット、ジェラール・コルステンらが務めた。
主なレコーディングとして、グラヴァー指揮でモーツァルトの交響曲や各種管弦楽曲集、バーメルト指揮でモーツァルトと同時代作曲家シリーズ、服部譲二独奏・指揮でモーツァルトのヴァイオリン協奏曲集、ジェームズ・ゴールウェイの独奏・指揮でドゥヴィエンヌとチマローザのフルート協奏曲集などがある。